# 何惠民
何惠民    HO, WEI-MEN （1907.10.15 - 1994.06.22)，字照东，  中华民国最高法院法官
广东顺德人，1924年自广东省立一中毕业时以第一名进入国立中山大学就读，同年加入中国国民党，1927年参加北伐，投身国民革命，曾任陆军步兵少校，国民党中央党部总干事，广东省社会处科长等职，后怀着司法救国的信念高分通过第一届高等司法机关考试入司法行政部法官训练所。抗战期间，历任貴陽地院檢察官, 貴州淸鎭地院首席檢察官, 貴州高等法院第五分院推事兼審判長。抗战后，何惠民任职上海地检处检察官，承办了多起大案，包括1946年发生在上海的著名大案"行总舞弊案"。
1949年赴台湾后，历任高等法院推事，最高法院推事，特种考试退除役军人转任公务人员考试典试委员，特种考试国防部行政及技术人员考试暨军法人员考试典试委员，最高法院简任十四职等法官.
配偶：连毅君，原名连文英（LIEN, WEN-YING）
子：何正中，原名何震中，何安生（CHEN CHUNG HO）